# Georg Lukács
Georg Lukács [ˈlukaːtʃ] (ungerska Lukács György), ursprungligen György Bernát Löwinger, född den 13 april 1885 i Budapest, död den 4 juni 1971 i Budapest, var en tysk-ungersk kommunistisk politiker, filosof, författare och kulturteoretiker. Han var en av grundarna av västerländsk marxism och bidrog till den marxistiska filosofin. Lukács utvecklade bland annat begreppet reifikation.

## Biografi
Lukács föddes i en välbeställd judisk familj; då fadern adlades och erhöll titeln baron fick han det fullständiga namnet baron Georg Bernhard Lukács von Szegedin. Lukács rörde sig tidigt i intellektuella cirklar, och blev juris doktor vid universitetet i Kolozsvár (i dag Cluj-Napoca i Rumänien) år 1906 samt filosofie doktor vid Budapests universitet (i dag Eötvös Loránd-universitetet) år 1909. Han debuterade 1911 med essäsamlingen Die Seele und die Formen (Själen och formerna) som förkämpe för den klassicistiska nyorientering, som 1906 inletts av Paul Ernst, och gav därefter sina teorier systematisk stadga för dramat 1912 och romanen 1920. Senare kom Lukács författarskap främst att behandla sociala frågor, som i 1923 års Geschichte und Klassenbewusstsein (Historia och klassmedvetande).
Lukács, som ursprungligen var socialdemokrat, anslöt sig till Béla Kuns kommunister i samband med den ungerska revolutionen 1919 och blev först ställföreträdande folkkommissarie i regeringen och därefter folkkommissarie för utbildnings- och kulturfrågor i den revolutionära regeringen. Efter kontrarevolutionens seger ett halvår senare flydde Lukács till Wien för att undkomma den vita terrorn och hamnade senare i Sovjetunionen. Lukács var kritisk mot den framväxande stalinismen, men med en låg profil lyckades han undkomma det sena 1930-talets utrensningar inom den kommunistiska rörelsen, medan många av hans gamla kamrater, inklusive Béla Kun, fängslades och avrättades.
Efter andra världskriget återvände Lukács till det av Röda armén intagna Ungern och var där delaktig i Folkrepubliken Ungerns etablerande och från 1945 var han ledamot av den Ungerska vetenskapsakademien. Under Ungernrevolten 1956 var Lukács kulturminister i Imre Nagys kortlivade antistalinistiska regering. Lukács argumenterade bland annat för en ombildning av det styrande Ungerska arbetarpartiet. 
Efter att sovjetiska trupper slagit ned upproret fängslades Lukács och deporterades till Rumänien tillsammans med resten av medlemmarna i Nagys regering, men redan året därpå blev Lukács benådad och kunde återvända till Ungern. Han tog tillbaka sina ståndpunkter från 1956 och var därefter lojal med Ungerns socialistiska arbetarparti fram till sin död 1971, även om han intog en kritisk hållning till Warszawapaktens invasion av Tjeckoslovakien 1968. Lukács riktade även kritik mot filosofer som Jean-Paul Sartre och andra som kombinerade marxism med till exempel psykoanalys och strukturalism, då Lukács ansåg dessa riktningar vara inkompatibla med marxismen. 
Under sin livstid producerade Lukács en stor mängd skrifter inom olika områden. Hans verk i filosofi och teori, främst Geschichte und Klassenbewusstsein (Historia och klassmedvetande) från 1923, har haft ett stort inflytande på bland annat den humanistiska riktningen inom marxismen och Frankfurtskolan. I detta banbrytande verk utvecklar Lukács bland annat tanken om reifikation. Just det verket av honom brändes även under bokbålen i Nazityskland 1933.

### Svensk översättning

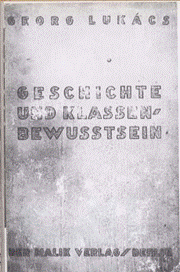
Tyskspråkig originalutgåva av Historia och klassmedvetande, 1923.